# Sextett für zwei Violine, zwei Bratschen und zwei Violoncelle
Sextett für zwei Violine, zwei Bratschen und zwei Violoncelle is een compositie van Niels Gade. Gade had moeite met het genre strijkkwartet. Hij hield ze als oefenstukken achter de hand. Voor werken met een iets grotere bezetting had hij kennelijk geen angst. Al eerder schreef hij een Strijkoktet en in 1865 dus een werk voor twee violen, twee altviolen en twee celli. Volgens overlevering is het werk geschreven in de nog steeds (in Gades werken) overheersende stijl van Felix Mendelssohn Bartholdy  maar zijn er ook typische noordsere (lees donker klinkende) klanken te horen.
Het sextet kent vier delen:
- Andante – Allegro vivace
- Scherzo: Allegro non troppo
- Andantino
- Finale: Allegro molto vivace

Er is van dit werk in 2013 slechts één uitvoering bekend; leden van de Berliner Philharmoniker namen het op in 2001. Toen was ook nog in de handel een uitgave van Kontrapunkt, maar dat platenlabel trok zijn gehele catalogus terug.